# Sarsia coccometra
Sarsia coccometra är en nässeldjursart som beskrevs av Bigelow 1909. Sarsia coccometra ingår i släktet Sarsia och familjen Corynidae. Inga underarter finns listade i Catalogue of Life.